# 1564 Srbija
1564 Srbija (privremena oznaka 1936 TB), asteroid glavnog pojasa. Otkrio ga je Milorad B. Protić 15. listopada 1936. Nazvan je po državi Srbiji.